# John Cale
John Davies Cale, OBE (n. 9 martie 1942, Garnant⁠(d), Țara Galilor, Regatul Unit) este un muzician galez, compozitor, cantautor și producător - membru fondator al trupei de rock experimental The Velvet Underground.
Deși cunoscut în special pentru activitatea în muzica rock, Cale a cochetat și cu alte genuri muzicale cum ar fi drone și muzica clasică. De la plecarea din The Velvet Underground în 1968, a lansat aproximativ 30 de albume. Dintre albumele sale solo, Cale este, probabil, cel mai cunoscut pentru discul Paris 1919 plus trilogia de la mijlocul anilor '70: Fear, Slow Dazzle și Helen of Troy, toate trei lansate sub Island Records.
Cale a colaborat cu artiști ca Lou Reed, Nico, La Monte Young, John Cage, Terry Riley, Cranes, Nick Drake, Kevin Ayers, Brian Eno, Patti Smith, The Stooges, The Modern Lovers, Manic Street Preachers plus liderul acesteia James Dean Bradfield, Marc Almond, Squeeze, Happy Mondays, Ambulance LTD și Siouxsie and the Banshees.

## Discografie

### Albume de studio
- Vintage Violence (25 martie 1970)
- The Academy in Peril (aprilie 1972)
- Paris 1919 (martie 1973)
- Fear (1 octombrie 1974)
- Slow Dazzle (25 martie 1975)
- Helen of Troy (noiembrie 1975)
- Honi Soit (10 martie 1981)
- Music for a New Society (august 1982)
- Caribbean Sunset (iunie 1983)
- Artificial Intelligence (6 septembrie 1985)
- Words for the Dying (octombrie 1989)
- Walking on Locusts (septembrie 1996)
- HoboSapiens (6 octombrie 2003)
- blackAcetate (3 octombrie 2005)
- Shifty Adventures in Nookie Wood (2012)
- M:FANS (2016)
- Mercy (2023)

### Albume live
- Sabotage/Live (decembrie 1979)
- John Cale Comes Alive (septembrie 1984)
- Even Cowgirls Get the Blues (1991)
- Fragments of a Rainy Season (octombrie 1992)
- Circus Live (19 februarie 2007)
- John Cale & Band Live (Rockpalast 1983 & 1984 (2010)

### EPuri
- Animal Justice (1977)
- 5 Tracks (mai 2003)
- Extra Playful (2011)

### Compilații
- Guts (februarie 1977)
- Seducing Down the Door (1994)
- The Island Years (iulie 1996)
- Close Watch: An Introduction to John Cale (1999)
- Gold (2007)

### Soundtrackuri
- Paris S'eveille, Suivi d'Autres Compositions (noiembrie 1991)
- 23 Solo Pieces pour La Naissance de L'Amour (noiembrie 1993)
- Antártida (1995)
- N'Oublie Pas Que Tu Vas Mourir (1995)
- Eat/Kiss: Music for the Films of Andy Warhol (iunie 1997)
- Somewhere In The City (august 1998)
- Nico: Dance Music (octombrie 1998)
- Le Vent De La Nuit (martie 1999)
- The Unknown (1999)
- Process (iulie 2005)